# 珠海公交36路線
珠海公交36路线，是中华人民共和国广东省珠海市内一条公共汽车路线，往来普陀寺及拱北口岸总站。

## 线路简介
- 珠海公交36路线由珠海公交巴士有限公司（原珠海市公共汽车公司）上冲分公司营运。
- 该线路走向为普陀寺-拱北口岸总站，全线派车为珠海广通GTQ6117N4GJ5型空调巴士。
- 服务时间：普陀寺开出：06:15至21:35，拱北口岸总站开出：06:35至21:50。

## 历史
- 36路线于2009年1月由珠海市公共汽车公司开通，初期行駛路線爲“普陀寺—观澳平台”，部分行驶站点截自原31路线“新市花园—海荣新村”段及原99路线“普陀寺—粤海东”（不包含前山西门—凉粉桥）段。[2]运营车辆为厦门金龙XMQ6105G1型巴士及厦门金龙XMQ6105G4型巴士。實施無人售票，收費普通车票价为1.5元/人，空调车票价为2.5元/人。
- 2011年1月，36路線空调车被替换为珠海广通GTQ6107N4GJ5型空调巴士。
- 2011年6月16日，夏湾路改由东向西单向，受其影响，本线路往“观澳平台”方向取消“夏湾新村”、“炮台山公园”站。
- 2011年6月28日，珠海公交对旗下所有巴士线路票价进行调整，该线路空调车票价调整为2元/人，普通车票价维持不变。
- 2012年11月6日，因明珠路、港昌路修缮后的交通组织发生变化，本线路双向取消“上冲客运中心”站，增停“城轨明珠站”；在“翠景工业区”与“明珠商业广场”之间增停“明珠中”站；取消“明珠山庄”站，增停“漾湖明居”站；取消“千鹤广场”站，在“漾湖明居”与“海荣新村”之间增停“城轨前山站”。
- 2013年1月，该线路全线更换为珠海广通GTQ6117N4GJ5型LNG空调巴士。
- 2013年8月，受梅华立交施工影响，本线路经“梅溪牌坊”后改行梅界路、蓝盾路、梅华路、明珠路接回“长沙圩”后按原线行驶。增停“公安村西”、“交警支队”、“恒雅名园”；撤销“长沙”，返程同途。[3]
- 2013年11月，本线路首末站由“观澳平台”调整至“拱北口岸总站”始发，同时本线路往“普陀寺”方向取消停靠“口岸广场”站。[4][5]
- 2014年2月5日，受珠海有轨电车1号线工程施工及梅华路实行部分路段全封闭的交通管制影响，本线路往“拱北口岸总站”方向经“梅溪牌坊”站后，恢复旅游路—明珠路行驶，接回“公交花园”站，恢复停靠“长沙”站，取消“公安村西”、“交警支队”、“恒雅名园”及“长沙圩”站；往“普陀寺”方向经“公交花园”站后，恢复明珠路—旅游路行驶，接回“梅溪牌坊”站，恢复停靠“长沙”站，取消“恒雅名园”、“交警支队”及“公安村西”站。[6]

## 途经站点
| 36路 普陀寺总站 ←→ 拱北口岸总站 |                |          |
| 上行编号                        | 站名           | 下行编号 |
| 1                               | 普陀寺总站     | 27       |
| 2                               | 東坑           | ↑        |
| 3                               | 東坑市場       | ↑        |
| 4                               | 東坑公園       | ↑        |
| 5                               | 東坑新村       | ↑        |
| ↓                               | 普陀寺         | 26       |
| ↓                               | 東坑西         | 25       |
| ↓                               | 東坑新村西     | 24       |
| 6                               | 三台石立交南   | 23       |
| 7                               | 梅界路口       | 22       |
| 8                               | 長沙           | 21       |
| 9                               | 公交花園       | 20       |
| 10                              | 城軌明珠站     | 19       |
| 11                              | 明珠北         | 18       |
| 12                              | 翠微           | 17       |
| 13                              | 翠景工業區     | 16       |
| 14                              | 明珠中         | 15       |
| 15                              | 明珠商業廣場   | 14       |
| 16                              | 漾湖明居       | 13       |
| 17                              | 城軌前山站     | 12       |
| 18                              | 海榮新村       | 11       |
| 19                              | 港昌中         | 10       |
| 20                              | 拱北工商分局   | 9        |
| 21                              | 僑光小學       | 8        |
| 22                              | 粵華西         | 7        |
| 23                              | 中西醫結合醫院 | 6        |
| 24                              | 新市花園       | 5        |
| 25                              | 拱北           | ↑        |
| ↓                               | 銀都           | 4        |
| ↓                               | 粵海東         | 3        |
| ↓                               | 水灣路南       | 2        |
| 26                              | 拱北口岸總站   | 1        |